# Electric Pink
Electric Pink är en EP av det amerikanska emo-/indierockbandet The Promise Ring, utgiven 2000 på Jade Tree och Burning Heart Records.

## Låtlista
| Nr | Titel                | Längd |
| -- | -------------------- | ----- |
| 1. | Electric Pink        | 3:42  |
| 2. | Strictly Television  | 3:13  |
| 3. | American Girl (V.01) | 2:31  |
| 4. | Make Me a Mixtape    | 3:08  |

### Fotnoter
1. ↑  ”Electric Pink”. Discogs.com. http://www.discogs.com/Promise-Ring-Electric-Pink/release/2012610. Läst 19 april 2012.